# منتزه روبرت موسيس الحكومي - ثاوزند ايلاندز
منتزه روبرت موسيس الحكومي - ثاوزند ايلاندز، 2,322 أكر (9.40 كـم2) منتزه حكومي يقع على جزيرة بارنهارت في نهر سانت لورانس والبر الرئيسي المجاور في بلدة ماسينا في مقاطعة سانت لورانس، نيويورك. المنتزه شمال قرية ماسينا، بالقرب من الحدود بين كندا والولايات المتحدة.
سمي المنتزه على اسم مفوض نيويورك باركس السابق روبرت موسى، الذي أنشأ العديد من منتزهات الولاية في نيويورك. إنها واحدة من منتزهين حكوميين في نيويورك يحملان اسمه. الآخر، روبرت موسيس ستيت بارك - لونغ آيلاند، في جنوب نيويورك في فاير آيلاند.

## وصف المنتزه
يوفر منتزه روبرت موسيس الحكومية شاطئًا وطاولات نزهة مع أجنحة وملعبًا وبرامج ترفيهية ومسارًا طبيعيًا ومسارات للمشي لمسافات طويلة عبر الغابات والأراضي الرطبة وصيد الأسماك وإطلاق القوارب والمرسى ومخيمًا مع مواقع الخيام والمقطورات والكبائن المتقاطعة التزلج على الجليد والتزلج على الجليد، وامتياز الغذاء
يمكن للزوار الوصول إلى جزء من المنتزه في جزيرة بارنهارت من خلال السفر عبر نفق أسفل أقفال أيزنهاور، وهي جزء من طريق سانت لورانس البحري.
يوفر مركز الطبيعة فرصًا تعليمية في الهواء الطلق، ويديره أصدقاء مركز روبرت موسيس ستيت بارك نايتشر سنتر، إنك. اعتبارًا من عام 2015، يعمل مركز الطبيعة من خلال المرافق الموجودة في مركز سانت لورانس التجاري بينما يتم الانتهاء من تشييد مبنى جديد في المتنزه. ستحل المنشأة الجديدة، التي تمولها هيئة الطاقة في نيويورك، محل المركز الطبيعي السابق الذي دمر في حريق مارس 2010.
تشير لافتة بالقرب من مدخل المنتزه إلى الموقع الذي يعبر فيه خط العرض 45 الموازي المنتزه. 

## روابط خارجية
- New York State Parks: Robert Moses State Park - Thousand Islands
- New York State Parks: Robert Moses State Park - Thousand Islands trail map
- New York State Parks: Robert Moses State Park - Thousand Islands Nature Center
- Friends of the Robert Moses State Park Nature Center